# エリック・ヨキシュ
エリック・スペンサー・ヨキシュ（Eric Spenser Jokisch, 1989年7月29日 - ）は、アメリカ合衆国イリノイ州スプリングフィールド出身のプロ野球選手（投手）。左投右打。

## 経歴

### プロ入り前
2007年のMLBドラフト39巡目（全体1176位）でクリーブランド・インディアンスから指名されるも、ノースウェスタン大学に進学した。

### プロ入りとカブス時代

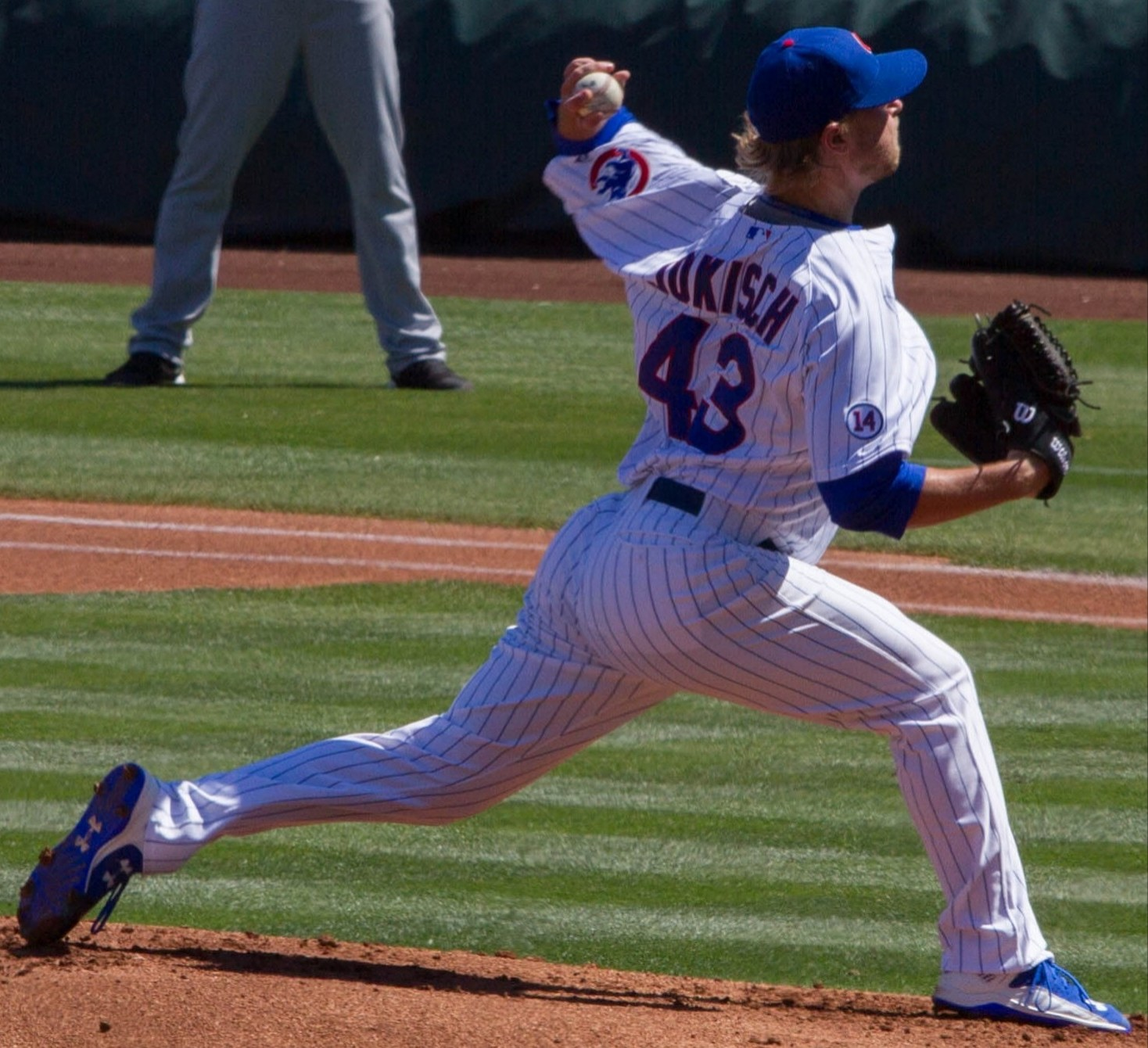
シカゴ・カブス時代
(2015年3月21日)

2010年のMLBドラフト11巡目（全体340位）でシカゴ・カブスから指名され、プロ入り。
2013年には、傘下のAA級テネシー・スモーキーズでノーヒットノーランを達成した。
2014年9月2日にメジャーに初昇格した。ルーキー・ラギング・デーでは、ルイージの格好をさせられた。メジャーでは1試合の先発登板を含む4試合に登板し、14.1イニングでホームラン3本を浴びるなど被弾率が高かったが、防御率1.88という好成績を記録した。マイナーのAAA級アイオワ・カブスでは26試合に先発登板し、9勝10敗、防御率3.58、1完封、WHIP1.18という安定した成績を残した。
2015年は、メジャーでの登板機会はなかった。マイナーでは、ルーキー級のアリゾナリーグ・カブスで3試合に先発登板。防御率0.79という圧巻の成績を残したほか、AAA級アイオワでも14試合に先発登板し、4勝5敗・防御率5.27・WHIP1.49という成績を記録した。

### マーリンズ傘下時代
2016年4月13日にウェイバー公示を経てマイアミ・マーリンズへ移籍し、傘下のAAA級ニューオーリンズ・ゼファーズへ配属された。7月6日にDFAとなった。

### レンジャーズ傘下時代
2016年7月8日にペドロ・シリアコとのトレードで、テキサス・レンジャーズへ移籍した。移籍後は傘下のAAA級ラウンドロック・エクスプレスでプレーし、この年所属したマイナー4球団合計で27試合（先発6試合）に登板して3勝2敗1セーブ・防御率4.00・42奪三振の成績を残した。オフの11月7日にFAとなった。

### ダイヤモンドバックス傘下時代
2017年2月26日にアリゾナ・ダイヤモンドバックスとマイナー契約を結んだ。この年は傘下のAA級ジャクソン・ジェネラルズとAAA級リノ・エーシズでプレーし、2球団合計で29試合（先発22試合）に登板して8勝8敗・防御率4.09・97奪三振の成績を残した。オフの11月6日にFAとなった。

### アスレチックス傘下時代
2018年1月10日にオークランド・アスレチックスとマイナー契約を結び、スプリングトレーニングに招待選手として参加することになった。この年は傘下のAAA級ナッシュビル・サウンズに所属し、11月2日にFAとなった。

### 韓国・キウム時代
2018年11月23日、韓国のネクセン・ヒーローズ（2019年よりキウム・ヒーローズに名称を変更）と契約。
2019年はチーム最多の13勝を記録した。
2020年も2年連続でチーム最多勝となる12勝を記録し、防御率2.14で自身初の個人タイトルとなる最優秀防御率を受賞した。
2021年は16勝を記録、デービッド・ブキャナンと最多勝の個人タイトルを分け合った。
2022年は10勝を挙げ、4年連続2ケタ勝利を記録した。
2023年6月6日のLGツインズ戦に登板した後に太ももの痛みを訴え、左内転筋断裂で全治6週間と診断された。6月16日にウェーバー公示され、6月23日に自由契約となった。

### 韓国・NC時代
2024年7月31日、NCダイノスと契約し、約1年ぶりに韓国球界に復帰した。
しかし、11月30日に自由契約公示された。

## 詳細情報

### 年度別投手成績
| 年 度    | 球 団    | 登 板 | 先 発 | 完 投 | 完 封 | 無 四 球 | 勝 利 | 敗 戦 | セ 丨 ブ | ホ 丨 ル ド | 勝 率 | 打 者 | 投 球 回 | 被 安 打 | 被 本 塁 打 | 与 四 球 | 敬 遠 | 与 死 球 | 奪 三 振 | 暴 投 | ボ 丨 ク | 失 点 | 自 責 点 | 防 御 率 | W H I P |
| -------- | -------- | ----- | ----- | ----- | ----- | -------- | ----- | ----- | -------- | ----------- | ----- | ----- | -------- | -------- | ----------- | -------- | ----- | -------- | -------- | ----- | -------- | ----- | -------- | -------- | ------- |
| 2014     | CHC      | 4     | 1     | 0     | 0     | 0        | 0     | 0     | 0        | 0           | ----  | 66    | 14.1     | 18       | 3           | 4        | 0     | 0        | 10       | 0     | 0        | 3     | 3        | 1.88     | 1.54    |
| 2019     | キウム   | 30    | 30    | 1     | 1     | 1        | 13    | 9     | 0        | 0           | .591  | 746   | 181.1    | 166      | 9           | 39       | 0     | 11       | 141      | 6     | 0        | 72    | 63       | 3.13     | 1.13    |
| 2020     | キウム   | 27    | 27    | 0     | 0     | 0        | 12    | 7     | 0        | 0           | .632  | 640   | 159.2    | 144      | 6           | 25       | 0     | 6        | 115      | 3     | 1        | 53    | 38       | 2.14     | 1.06    |
| 2021     | キウム   | 31    | 31    | 0     | 0     | 0        | 16    | 9     | 0        | 0           | .640  | 739   | 181.1    | 171      | 12          | 46       | 2     | 4        | 131      | 9     | 0        | 71    | 59       | 2.93     | 1.20    |
| 2022     | キウム   | 30    | 30    | 0     | 0     | 0        | 10    | 8     | 0        | 0           | .556  | 746   | 185.1    | 169      | 8           | 33       | 0     | 5        | 154      | 2     | 0        | 61    | 53       | 2.57     | 1.09    |
| 2023     | キウム   | 12    | 12    | 0     | 0     | 0        | 5     | 3     | 0        | 0           | .625  | 286   | 65.2     | 82       | 3           | 14       | 1     | 3        | 51       | 1     | 0        | 37    | 32       | 4.39     | 1.46    |
| MLB：1年 | MLB：1年 | 4     | 1     | 0     | 0     | 0        | 0     | 0     | 0        | 0           | ----  | 66    | 14.1     | 18       | 3           | 4        | 0     | 0        | 10       | 0     | 0        | 3     | 3        | 1.88     | 1.54    |
| KBO：5年 | KBO：5年 | 130   | 130   | 1     | 1     | 1        | 56    | 36    | 0        | 0           | .609  | 3157  | 773.1    | 732      | 38          | 157      | 3     | 29       | 592      | 21    | 1        | 294   | 245      | 2.85     | 1.15    |

- 2023年度シーズン終了時

### 背番号
- 43（2014年、2019年 - 2023年）
- 20（2024年）